# Rei Lear

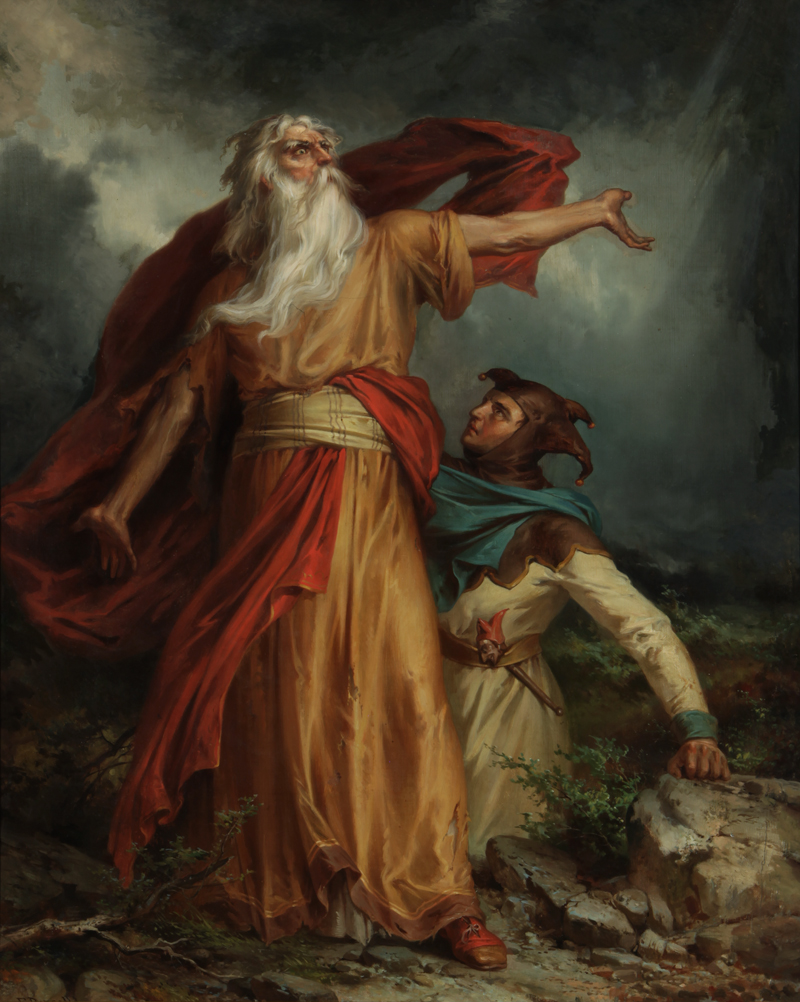
Rei Lear e o bobo da corte, por George Frederick Bensell.

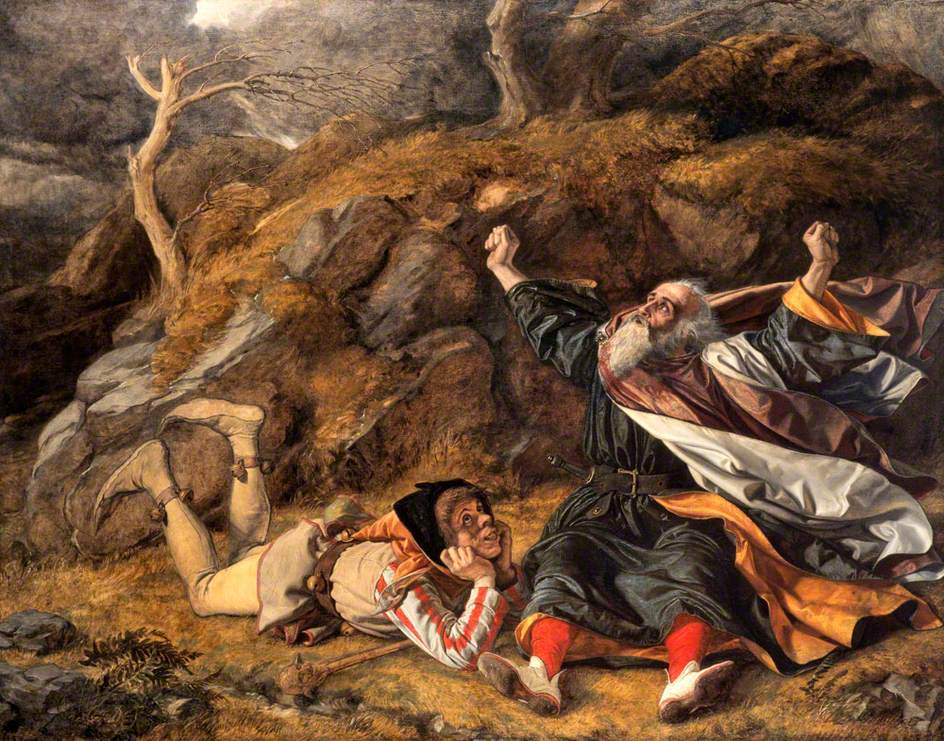
Rei Lear e o bobo na tempestade, por William Dyce (1806-1864).

Rei Lear (King Lear, em inglês) é uma tragédia teatral de William Shakespeare, considerada uma de suas obras-primas. No argumento da obra, situado em uma Grã-Bretanha pré-cristã, por volta de 800 a.C., inspirado por fatos e antigas lendas britânicas, sobretudo em Leir da Bretanha, o rei enlouquece após ser traído por duas de suas três filhas, às quais havia legado seu reino de maneira insensata.
Escrita em torno de 1605, a peça foi encenada pela primeira vez perante a corte inglesa no Palácio de Whitehall no dia 26 de dezembro de 1606. Foi impressa em 1608, e novamente em 1623 numa versão revisada. As três publicações existentes das quais os editores modernos derivam seus textos são o quarto de 1608 (Q1), The True Chronicle of the History of the Life and Death of King Lear and His Three Daughters (A Verdadeira Crônica da História da Vida e Morte do Rei Lear e Suas Três Filhas), o quarto de 1619 (Q2, não oficial e baseado no Q1) e o First Folio de 1623 (The Tragedy of King Lear/A Tragédia do Rei Lear), que trazia as obras completas de Shakespeare pela primeira vez. As versões dos quartos diferem significativamente da versão em fólio. Geralmente, as versões são editadas em um único texto, mas muitos estudiosos acreditam que cada versão tem seus próprios méritos.
A peça foi frequentemente revisada após a Restauração inglesa para um público que não gostava de seu "final terrível", de seu tom sombrio e deprimente, mas, desde o século XIX, a peça original de Shakespeare tem sido considerada uma de suas conquistas artísticas supremas. Tanto o papel-título quanto os papéis coadjuvantes foram cobiçados por atores talentosos de todo o mundo, e a peça é amplamente adaptada para o teatro, cinema, música e outros meios.

## Personagens
| - Lear, rei da Grã-Bretanha - Goneril, filha mais velha de Lear - Regan, segunda filha de Lear - Cordélia, filha mais jovem de Lear - Duque de Albany, marido de Goneril - Duque da Cornualha, marido de Regan - Conde de Gloucester - Conde de Kent, também aparece disfarçado como Caio - Edgar, filho de Glócester, também aparece disfarçado como Pobre Tom (Poor Tom) | - Edmundo, filho ilegítimo de Glócester - Oswaldo, assistente de Goneril - Bobo de Lear - Rei da França, pretendente e marido de Cordélia - Duque da Borgonha, pretendente de Cordélia - Curan, um cortesão - Homem velho, assistente de Glócester - Outros: médico, um oficial a serviço de Edmundo, um cavalheiro ao serviço de Cordélia, um mensageiro, serventes do Duque da Cornualha, cavaleiros da corte de Lear, oficiais, soldados e serventes |

## Argumento

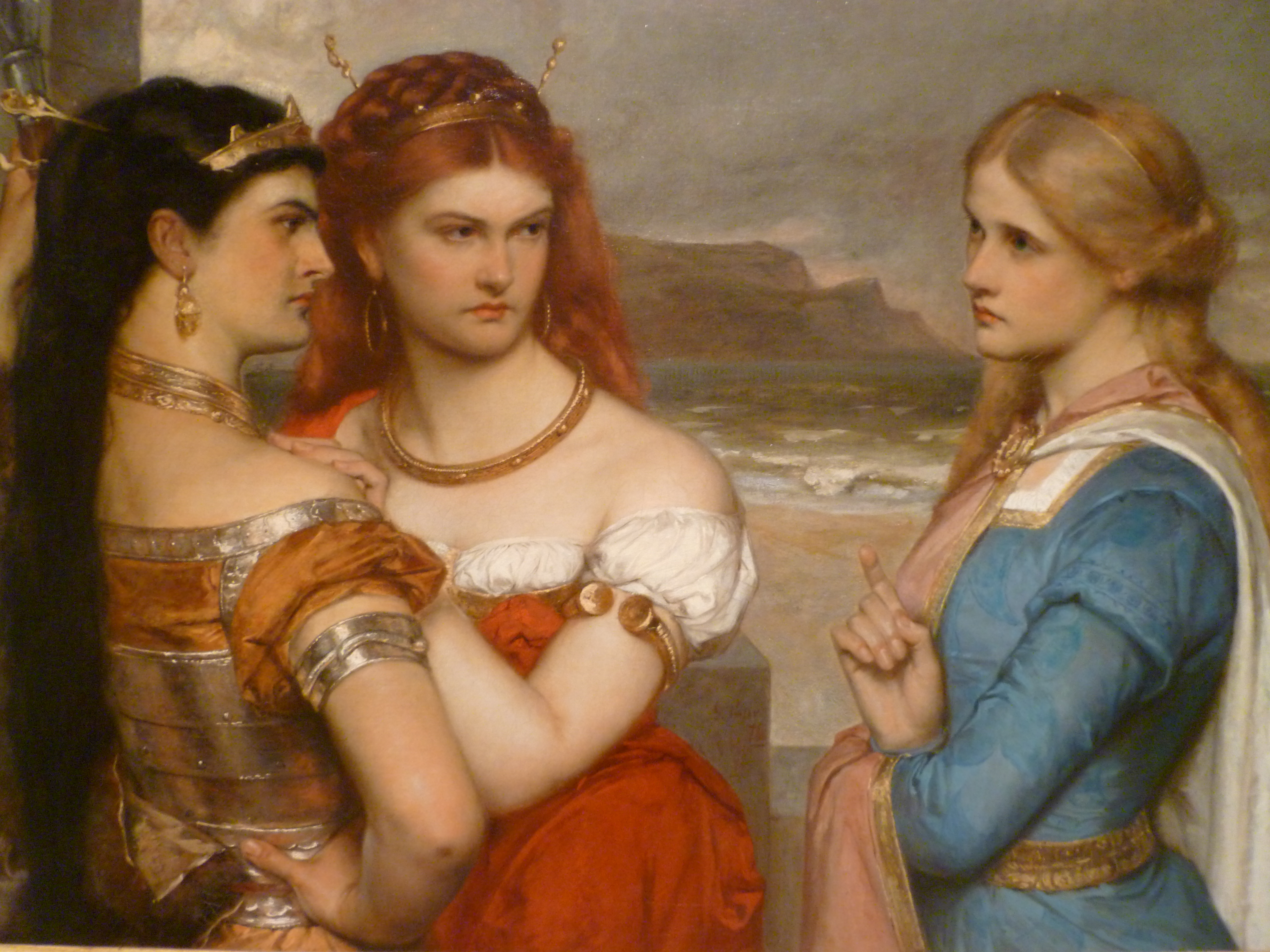
Três Filhas de Lear, por Gustav Pope, circa 1875-1876.

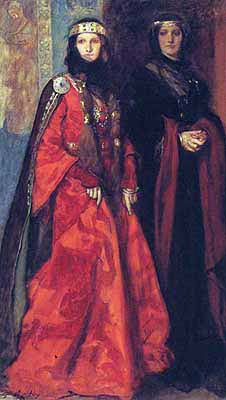
Goneril e Regan, por Edwin Austin Abbey (1852-1911)

A trama da tragédia pode ser resumida assim: Lear, o idoso rei da Bretanha, decide dividir o reino entre suas três filhas: Goneril (esposa do duque de Albany);  Regan (esposa do duque da Cornualha); e a favorita Cordélia (que tinha por pretendentes o rei da França e o duque da Borgonha). Para calcular a partilha, pede às filhas que expressem a gratidão e o amor que sentem pelo pai. Goneril e Regan fazem discursos aduladores, em que afirmam que o amam mais que qualquer coisa no mundo. Cordélia, por outro lado, contraria as expectativas do rei e afirma que o ama "como corresponde a uma filha, nada mais, nada menos". Irritado com essa resposta, Lear deserda-a e expulsa-a do reino, entregue sem dote ao rei da França. O duque de Kent intercede por Cordélia e também termina banido. Kent, entretanto, em vez de partir para o exílio, retorna ao reino disfarçado de Caio e põe-se ao serviço de Lear, quando este se encontrava na corte de Goneril. 
Enquanto isso, o conde de Glócester, agindo de forma semelhante a Lear, cai numa conspiração criada por seu filho ilegítimo Edmundo, que através de uma carta forjada faz com que Glócester acredite que o seu filho legítimo, Edgar, planeja matá-lo para herdar seus bens. Edgar refugia-se na floresta e disfarça-se de mendigo louco (como Pobre Tom ou Tom o'Bedlam).
De acordo com o trato entre Lear, Goneril e Regan, o rei deveria ser atendido por uma corte de cem cavaleiros, e alternaria a hospedagem na casa de cada uma de suas filhas. Goneril, porém, reduz o número de serviçais do rei e ordena que suas ordens sejam ignoradas. Lear se enfurece contra Goneril e busca refúgio com Regan, mas esta se une a Goneril contra o pai. Lear, Goneril e Regan se reencontram na casa do conde de Glócester, onde o rei rompe definitivamente com as filhas. O velho rei é expulso da casa, na companhia apenas do seu Bobo e de Kent/Caio. Uma grande tempestade desaba sobre o rei e seu esquálido séquito. Lear, já mostrando sinais de loucura, refugia-se numa cabana guiado por Glócester, que não pode suportar a maneira com que as filhas tratam o pai. Na mesma cabana esconde-se Edgar/Pobre Tom.
Na casa de Glócester, Edmundo trama novamente contra o pai e acusa-o de aliar-se aos franceses para promover a invasão da Bretanha. Furioso, o duque da Cornualha arranca os olhos de Glócester, mas um servidor fiel mata Cornualha. Glócester, cego e arrependido de ter acreditado em Edmundo, é expulso da própria casa e encontra Edgar/Pobre Tom, que não revela sua verdadeira identidade. Glócester pede a Pobre Tom que o leve até uma falésia, de onde possa cometer suicídio. Edgar finge guiá-lo até a beira de um precipício. Glócester dá um passo adiante e Edgar, fingindo ser outra pessoa, diz que ele sobreviveu milagrosamente à caída. Os dois encontram Lear, agora completamente louco. Kent guia Lear ao exército francês, onde o rei reencontra Cordélia. Lear, com a razão parcialmente recuperada, tem vergonha do seu comportamento anterior, mas Cordélia não mostra nenhum rancor em relação ao pai.

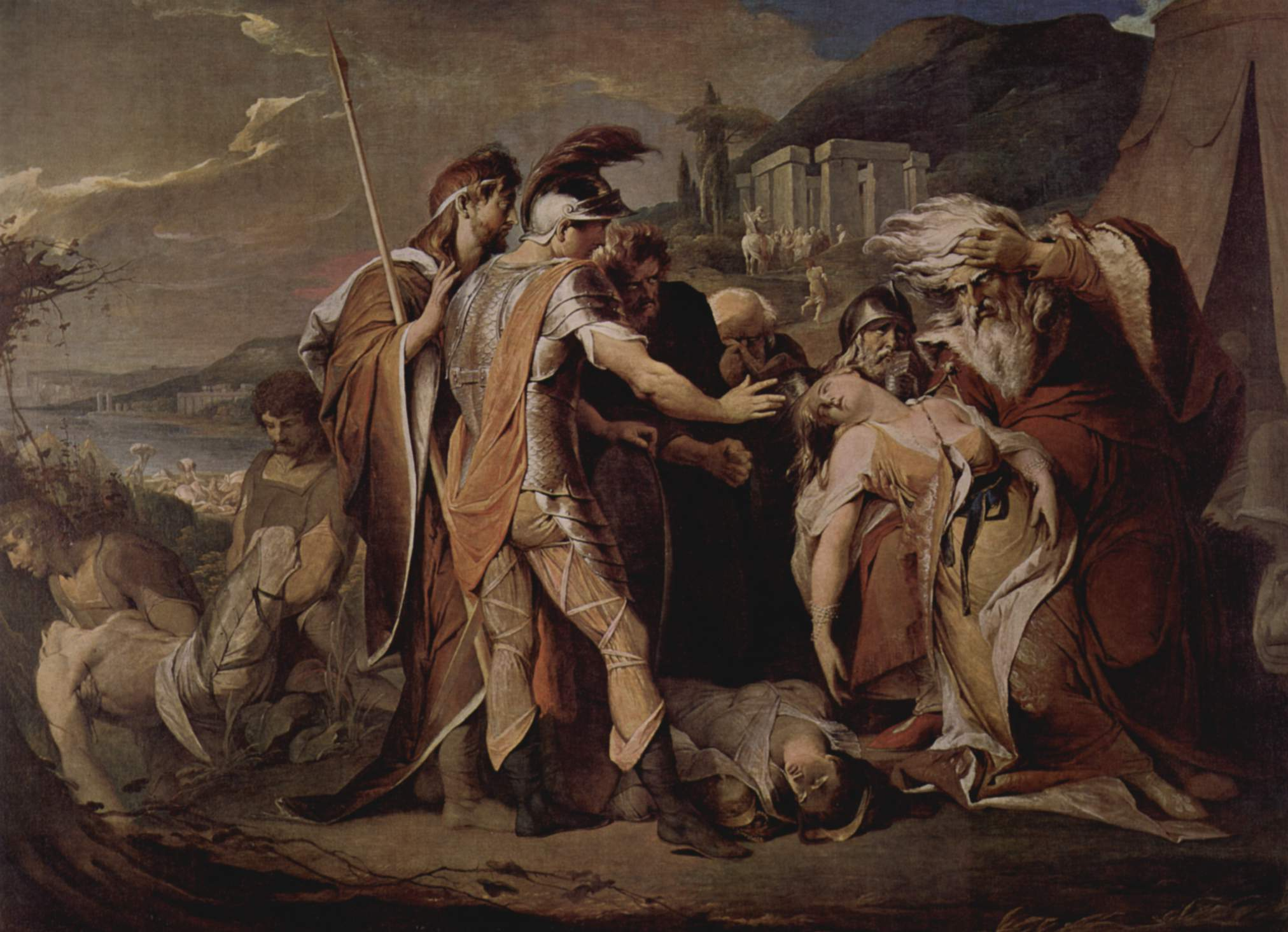
Rei Lear lamenta a morte de Cordélia, James Barry, 1786-1788

Regan é agora viúva, e Goneril despreza Albany, considerado débil por ela, e planeja sua morte. Albany, de fato, horroriza-se com o comportamento das filhas e a mutilação de Glócester. Tanto Goneril como Regan tentam seduzir Edmundo, que é transformado no chefe do exército inglês. Nessa condição, Edmundo vence os franceses, captura Lear e Cordélia e os condena à morte. 
Regan declara que se casará com Edmundo. Albany descobre uma carta secreta de Goneril para Edmundo e declara-o traidor. Regan cai morta, envenenada por Goneril, e esta se mata quando sua traição com Edmundo é descoberta. Aparece Edgar, que combate Edmundo e o fere mortalmente. Glócester morre quando Edgar se revela. 
Edmundo, à beira da morte, confessa a trama e avisa sobre a sentença contra Lear e Cordélia, mas já é tarde: Cordélia é enforcada, apesar de que Lear conseguiu matar o carrasco. Lear entra com Cordélia nos braços. Tenta reanimar a filha e delira, pensando que Cordélia ainda respira. O rei finalmente morre. Albany oferece o trono para ser exercido simultaneamente por Kent e Edgar. Kent recusa, e Edgar assume o reino. Na versão do Quarto, porém, é Albany que se torna rei.

## Edições

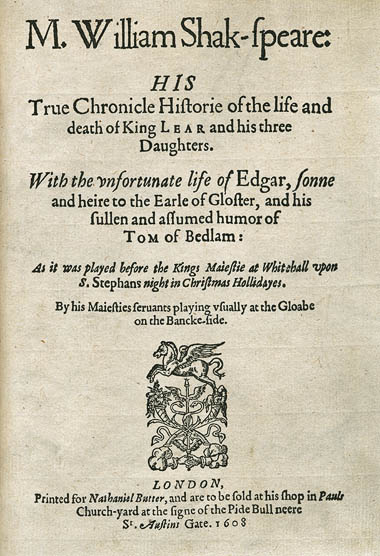
Edição Quarto de Rei Lear (1608)

Rei Lear existe em dois textos diferentes, o Quarto de 1608 e o Folio de 1623, que diferem notavelmente entre si em vários aspectos. A impressão do Quarto é de má-qualidade, e o texto deste foi durante muito tempo considerado inferior ao Folio. É provável, porém, que o Quarto tenha sido editado em base às notas do próprio Shakespeare e que represente um estágio autêntico inicial da obra. O Folio é uma edição póstuma, organizada pelos atores da companhia teatral de Shakespeare, e possui um texto mais aprimorado que o do Quarto. Entre os dois textos há várias diferenças no número de falas, vocabulário e o peso relativo dos episódios. Também o final é distinto: no Quarto, a última fala é do duque de Albany, enquanto que no Folio é de Edgar, indicando assim uma diferença entre quem reinará a Bretanha após Lear.
Durante muito tempo, os editores misturaram ambas versões para tentar criar o "verdadeiro" texto de Rei Lear, mas atualmente há uma tendência a considerar-se o Quarto e o Folio como estágios diferentes na maturação da obra e, assim, igualmente "shakespearianos". Historicamente, porém, alguns autores, descontentes com o final da obra, revisaram-na radicalmente: em 1681, o escritor Nahum Tate criou uma versão simplificada, sem o personagem do Bobo, na qual nem Cordélia nem Lear morrem no final e em que Edgar e Cordélia se casam. Essa e outras versões alteradas foram encenadas durante muito tempo, até que em 1838 uma produção do ator shakespeariano William Macready recuperou a maior parte do texto original. Desde então o texto de Shakespeare voltou a ser utilizado nos teatros.

## Técnicas dramatúrgicas
King Lear pode ser considerada uma obra da fase mais madura da produção shakespeareana.  Seu caráter inovador pode ser apontado pela total ausência do divino em sua trama – o mundo  de “Rei Lear” é um cosmos sem deuses ou interferências mágicas.  A peça é, essencialmente, um drama familiar, no qual a personagem-título é a figura central e o herói trágico por excelência: a partir de uma escolha errônea – o rei decide dividir o seu reino entre suas três filhas, e para tal exige delas submissão e homenagens laudatórias; diante da recusa da mais jovem, Cordelia, que se revolta contra o fingimento das demais irmãs, Goneril e Regan, ele expulsa-a do reino e nega-lhe o direito à partilha –, Lear desencadeará toda uma alteração na ordem natural, provocando a mudança da fortuna da felicidade para a infelicidade – a Inglaterra cai em mãos inescrupulosas e ele mesmo, antes rei, vê-se lançado à própria sorte e é rechaçado pelas filhas a quem dera o trono – e a consequente catástrofe final – a morte da filha Cordelia, que se casara com o herdeiro do trono francês e volta para a Inglaterra para defender o pai, e a sua própria morte.
O erro trágico de Lear – a escolha errada que faz pelas filhas bajuladoras, motivada por sua vaidade e soberba, e a consequente expulsão de Cordelia – é exposto por Shakespeare ao público já na primeira cena, e o protagonista começa a sofrer os efeitos da mudança da fortuna ainda nesse primeiro ato.  Tal escolha deve-se, em parte, ao fato de que Shakespeare trata, nessa peça, de um universo de personagens que é desconhecido do público por não advir de nenhum mito conhecido; isso teria levado o dramaturgo a partir do erro trágico para mostrar suas consequências ao longo de todo o texto, ao invés de delongar sua aparição para mais adiante na trama.  Esse caráter de novidade do mito de Lear seria também o fator motivador para a composição de uma trama secundária na peça – a de Gloster, que acredita nas intrigas tecidas por seu filho bastardo Edmund contra o nobre e fiel Edgar, seu filho legítimo –, a qual serve de espelhamento ao erro trágico de Lear e reforça, para o público, o cerne da trama principal.
Como erro trágico, a ação de Lear não apresenta possível restauração.  Mesmo o retorno de Cordelia, a filha fiel e injustiçada que regressa à Inglaterra com as forças francesas para restituir o trono ao pai vilipendiado pelas irmãs, mostra-se trágico, já que representará o grande sacrifício da personagem em nome do amor filial.  A morte dos antagonistas ao final da peça tampouco representa um retorno à felicidade inicial.  O próprio equilíbrio retomado ao final da peça, com a dominação dos exércitos do rei francês sobre a tirania imposta pelas filhas de Lear, Goneril e Regan, pode ser visto como uma alteração das forças da natureza ocasionada pelo erro trágico de Lear – já que, historicamente, a visão de um salvador oriundo da França para o público inglês soaria como uma verdadeira inversão cósmica da ordem natural.
É interessante ressaltar que há diversos elementos em King Lear que também são encontrados em The Taming of the Shrew: o rebaixamento – que no “Rei Lear” está na figura de Kent, o qual se disfarça de servo para auxiliar o rei, a quem é fiel mas havia sido por Lear banido por tentar demovê-lo da ideia de expulsar Cordelia –, o engano, o espelhamento da trama central em uma trama secundária e mesmo o grosseiro e o burlesco – representados pelo Fool e suas intervenções junto ao rei – encontram paralelos na comédia anteriormente estudada.  Contudo, o que em “A Megera Domada” servia para causar o riso, em “Rei Lear” é usado para compor o quadro de perdição oriundo do erro trágico do protagonista e, consequentemente, o efeito catártico e didático da tragédia shakespeariana: a fragilidade humana faz com que a velhice não traga, obrigatoriamente, a sabedoria ou o aprendizado pela experiência; os erros de julgamento, pelo contrário, podem ser ainda mais trágicos por conta da vaidade e da soberba oferecidos pela aparente superioridade de julgamento dos mais velhos – seja ele um rei, como Lear, ou um homem mais próximo de nós, como Gloster.

## Traduções e edições brasileiras
Abaixo, uma lista cronológica das traduções brasileiras de Rei Lear. A lista possivelmente ainda mais atualizada pode ser visualizada na página oficial da Fundação Biblioteca Nacional.
- Tradução de Jorge Costa Neves, Rei Lear, prosa (à exceção das cantigas do Bobo, traduzidas em heptassílabos, ou redondilha maior): Clássicos Jackson, 1948 (edição com Rei Lear e Macbeth); 1960.

- Tradução de Carlos Alberto Nunes: O Rei Lear, prosa e decassílabos heróicos:
  - Melhoramentos, 1956;
  - Ediouro, s/d (em Shakespeare – Teatro Completo em 3 vol. “Tragédias”);
  - Agir, 2008 (em William Shakespeare – Teatro Completo em 3 vol. “Tragédias”).

- Tradução de F. C. Cunha Medeiros e Oscar Mendes: Rei Lear, prosa:
  - José Aguilar, 1969 (em William Shakespeare – Obra Completa, volume I “Tragédias”);
  - Nova Aguilar, 1989 e 1995 (em William Shakespeare – Obra Completa, volume I “Tragédias”).

- Tradução de Maryland Moraes: Rei Lear, prosa, Bruguera, 1972.

- Tradução de Millôr Fernandes: Rei Lear, O Rei Lear, prosa:
  - L&PM, 1981 e 1994;
  - L&PM Pocket, 1997;
  - L&PM Pocket, 2007 (Caixa especial Shakespeare com Hamlet, O Rei Lear, A Megera Domada, em tradução de Millôr Fernandes; Romeu e Julieta, Otelo e Macbeth, em tradução de Beatriz Viégas-Faria; e Shakespeare de A a Z – Livro das citações, em tradução de Carlos Alberto Nunes);
  - L&PM Editores, 2008 (em Shakespeare – Obras Escolhidas, com A Megera Domada, Hamlet, O Rei Lear, em tradução de Millôr Fernandes; Sonho de uma noite de verão, O Mercador de Veneza, Muito Barulho por Nada, A Tempestade, Ricardo III, Romeu e Julieta, Júlio César, Otelo e Macbeth, em tradução de Beatriz Viégas Faria).

- Tradução de Jorge Wanderley: O Rei Lear, prosa e versos decassílabos, Relume Dumará, 1992 (edição bilíngue).

- Tradução de Barbara Heliodora: O Rei Lear, prosa e versos decassílabos:
  - Lacerda, 1998;
  - Nova Aguilar, 2006 (edição revista em William Shakespeare – Teatro Completo, Vol. 1 – “Tragédias e Comédias sombrias”);
  - Editora Abril, 2010 (Clássicos Abril Coleções, edição com Hamlet e Macbeth).

- Tradução de Aíla de Oliveira Gomes: Rei Lear, prosa e versos decassílabos, UFRJ, 2000.

- Tradução de Pietro Nassetti: Rei Lear, prosa, Martin Claret, 2001.

- Tradução de Elvio Funck: Rei Lear, prosa, Movimento/EDUNISC, 2013 (edição bilíngue, tradução interlinear).

- Tradução de Gentil Saraiva Jr.: A Tragédia do Rei Lear, prosa e versos decassílabos e dodecassílabos, Martin Claret, 2017.